# Ма Сішен
Ма Сішен (кит.: 馬殷; піньїнь: Mǎ Yīn; 899 — 15 серпня 932) — другий правитель держави Чу періоду п'яти династій і десяти держав.

## Життєпис
Був другим сином засновника держави Ма Їня. Зайняв трон після смерті батька 930 року. Його правління тривало трохи більше за півтора року.
За його правління державу спіткала тривала посуха, й Ма Сішен звинуватив у цьому богів, закривши храм на горі Хеншань. Однак такі дії не допомогли врятуватись від посухи. Дещо згодом Ма Сішен помер, а трон успадкував його брат Ма Сіфань.